# Adventskirche (München)

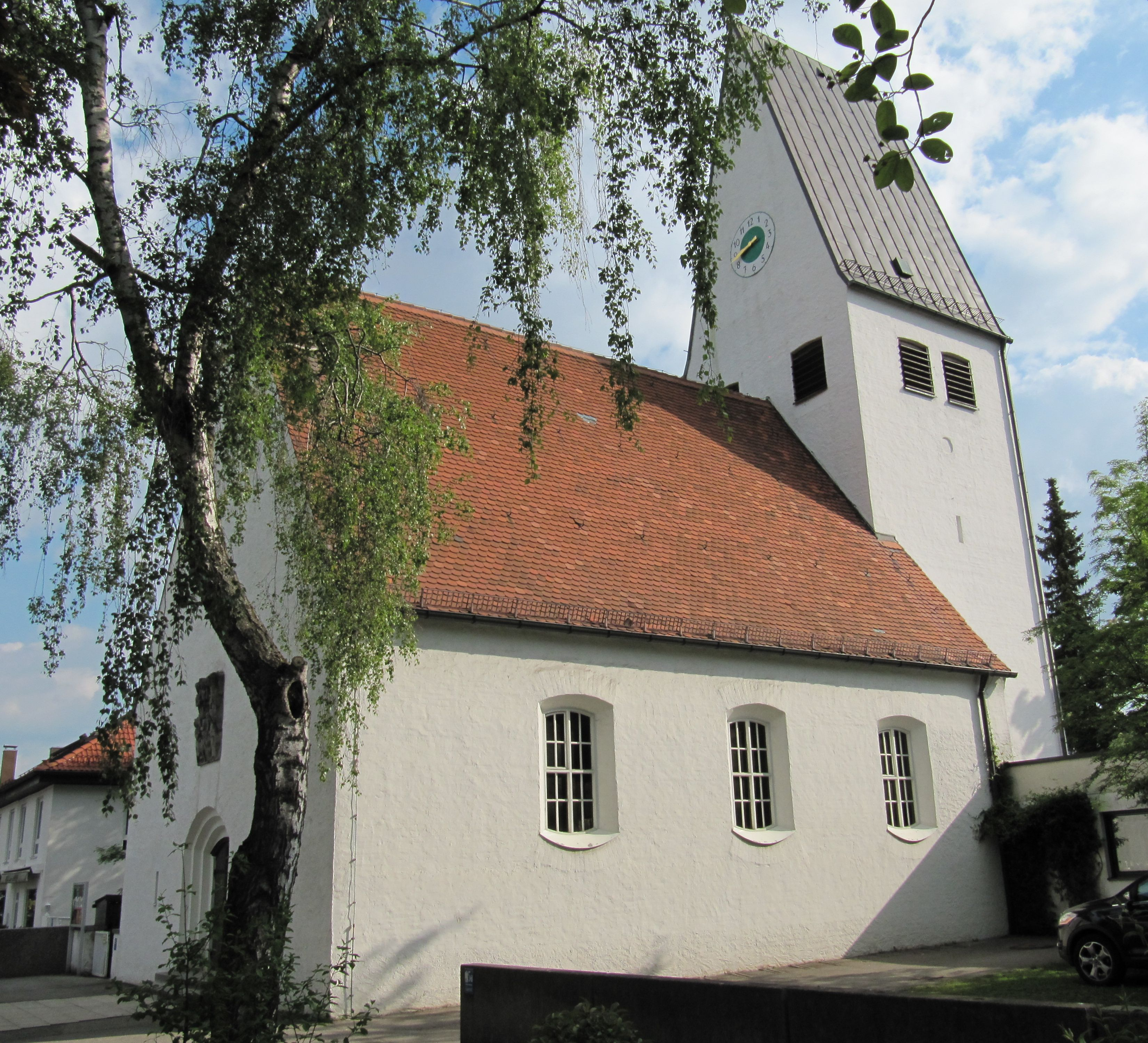
Evangelische Adventskirche München-Neuaubing

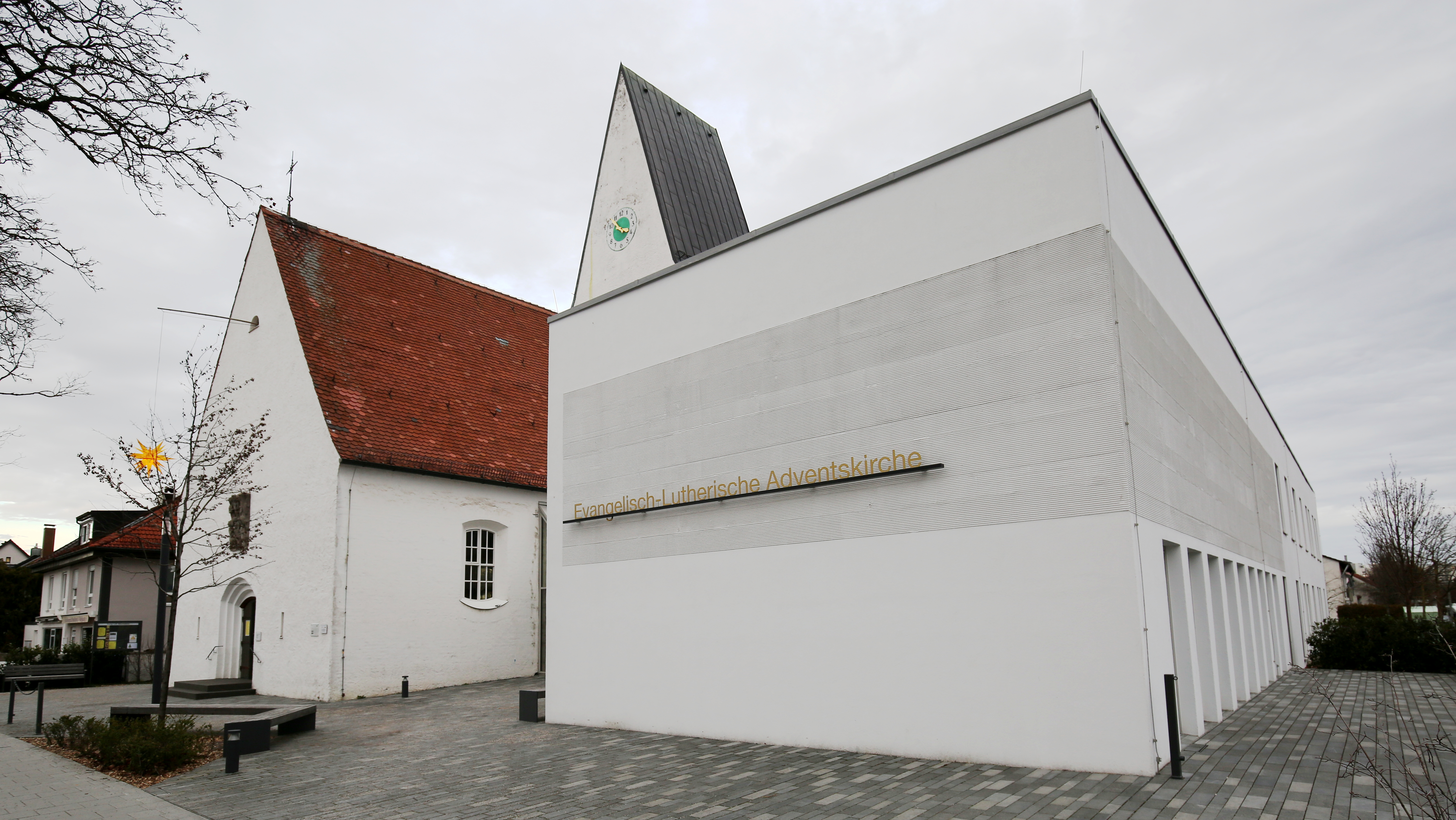
Kirche mit dem 2019 angebauten Gemeindezentrum

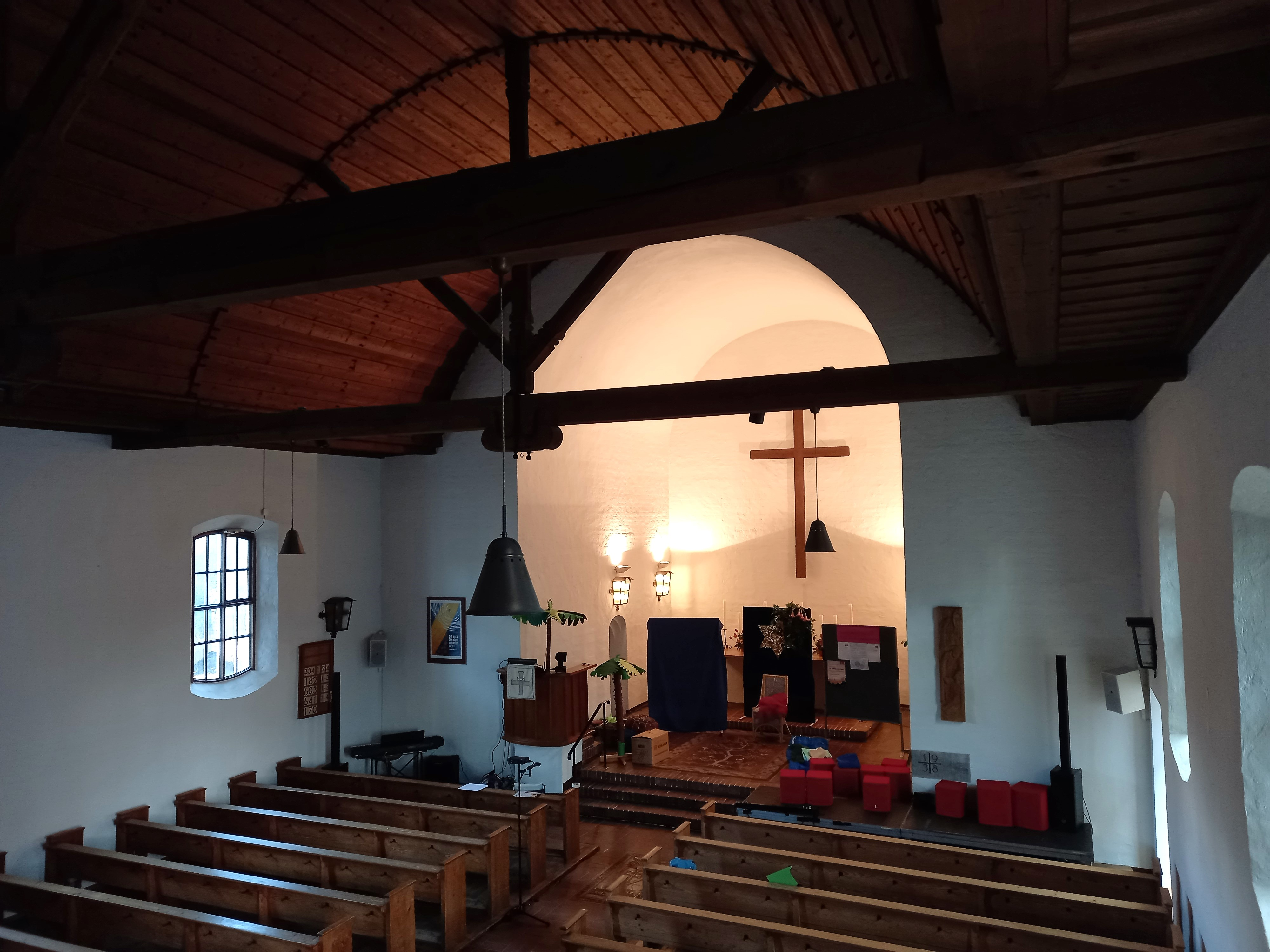
Innenansicht der Adventskirche

Die Evangelisch-Lutherische Adventskirche München-Neuaubing wurde 1938–1940 in der damals noch selbständigen Gemeinde Aubing erbaut. Der Architekt war Horst Schwabe.

## Geschichte
Die sich stetig vergrößernde Gemeinde Aubing zog Anfang des 20. Jahrhunderts zunehmend Protestanten an, so dass 1924 der „Evangelische Verein Aubing und Umgebung“ gegründet wurde. Nach ersten Gottesdiensten im Neuaubinger Bierstüberl 1936 wurde 1937 der Architekt Horst Schwabe zum Bau der neuen Kirche beauftragt. 1938 bekam der erste Vikar seinen Dienstsitz in Neuaubing. Die künftige Gemeinde war noch nicht selbständig und gehörte zur Pfarrei Pasing. Im selben Jahr wurde der Grundstein gelegt. Obwohl die Kirche erst am Michaelisfest 1940 eingeweiht worden ist, feierte die Gemeinde bereits seit September 1939 in der noch unfertigen Kirche Gottesdienst. 1939 wurde Neuaubing auch zur selbständigen Kirchengemeinde erhoben, sie bestand aus den politischen Gemeinden Aubing mit Neuaubing, Germering und Unterpfaffenhofen. 1959 wurde schließlich die selbständige Kirchengemeinde Unterpfaffenhofen-Germering gegründet. Bis 2019 wurde die Kirche renoviert und ein neues Gemeindezentrum angebaut.
Der zu Beginn des 21. Jahrhunderts neu entstehende Stadtteil München-Freiham gehört zum Sprengel der Adventskirche.

## Innenraum
Das Innere besticht durch seine Schlichtheit. Ein durch Tragebalken gestütztes Holztonnengewölbe gibt dem sonst farblosen Raum seine Wärme. Der als Apsis anschließende erhöhte Altarraum beherbergt ein schlichtes Holzkreuz an der Chorwand. Darunter befindet sich an der Wand ein breiter Holzaltar. Links am Übergang von Schiff zu Apsis steht eine hölzerne Kanzel, rechts in der Apsis das Lesepult, am ursprünglichen Platz des Taufsteines, der nun vor der ersten Stufe zur Apsis mittig steht. Die Besonderheit des Taufsteins ist der Werkstoff Holz, sodass in der Gemeinde oft auch vom „Taufstamm“ die Rede ist.

## Orgel

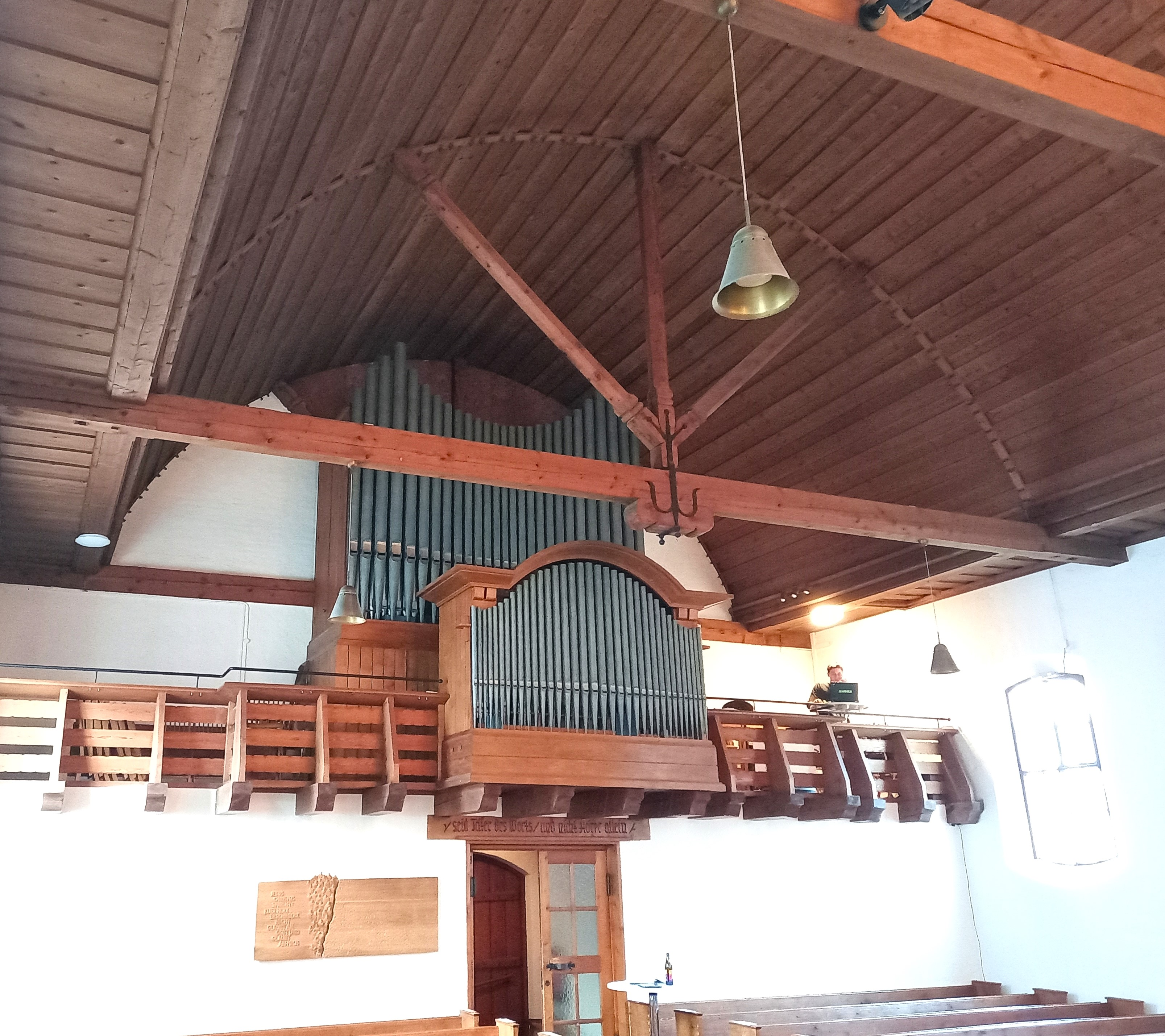
Moser-Orgel

Die Orgel dieser Kirche stammt ursprünglich aus der Mutterpfarrei Pasing und wurde im Jahre 1904 als Opus 820 von der Orgelbauwerkstätte Steinmeyer für die dortige Himmelfahrtskirche erbaut. 1939 bekam die neu entstandene Tochtergemeinde Aubing das Werk quasi als Aussteuer mit. Albert Moser aus München baute daraus ein passendes Instrument für die neu geschaffene Kirche. Die Orgel besitzt jetzt 17 Register verteilt auf zwei Manuale und Pedal. Der Spieltisch ist seitlich angebaut. Die Trakturen sind vollpneumatisch. Die Disposition der Moser-Orgel lautet wie folgt:
| I Hauptwerk C–g3 |              |    |
| 1.               | Principal    | 8′ |
| 2.               | Hohlflöte    | 8′ |
| 3.               | Salicional   | 8′ |
| 4.               | Oktav        | 4′ |
| 5.               | Gedecktflöte | 4' |
| 6.               | Oktav        | 2′ |
| 7.               | Ripieno IV   |    |
|                  |              |    |

| II Brüstungspositiv C–g3 |                 |    |
| 8.                       | Gedackt         | 8′ |
| 9.                       | Quintatön       | 8′ |
| 10.                      | Prestant        | 4′ |
| 11.                      | Dulzflöte       | 4′ |
| 12.                      | Schweizerpfeife | 2′ |
| 13.                      | Sesquialter II  |    |
|                          | Tremolo         |    |

| Pedal C–f1 |            |     |
| 14.        | Subbass    | 16′ |
| 15.        | Oktavbass  | 8′  |
| 16.        | Choralbass | 4′  |
| 17.        | Waldflöte  | 2′  |

- Koppeln: II/I, I/P, II/P (als Tritte und Druckknöpfe korrespondierend, sowohl zusätzlich als Registerschalter)
- Spielhilfen: 1 freie Kombination, Tutti, Auslöser
- Anmerkung

1. 1 2  überblasendes Register.

## Glocken
Das jetzige Geläut der Adventskirche ist bereits das zweite in ihrer Geschichte und besteht aus vier Glocken. Das erste Geläute aus drei Eisenhartgussglocken von 1919 von Buderus & Humpert (Brilon/Wetzlar) war musikalisch minderwertig und wurde 1995 vom Turm genommen. Ein neues Bronzegeläute wurde an Holzjochen in einem neuen Holzglockenstuhl in der Glockenstube installiert. Es besticht durch seine große und weiche Klangfülle.
Die Glocken klingen als „Idealquartett“ in den Tönen fis1 – a1 – h1 – d2.
| Nr. | Liturgisches Amt | Gussjahr | Gießer, Gussort            | Gewicht (kg) | Durchmesser (cm) | Nominal | Bildnis                | Inschrift                                                  |
| 1   | Sonntagsglocke   | 1995     | Karlsruher Glockengießerei | 980          | 112              | fis1 -2 | Kreuz im Strahlenkranz | „Ehre sei Gott in der Höhe“ Lk 2,14                        |
| 2   | Abendbetglocke   | 1995     | Karlsruher Glockengießerei | 696          | 99               | a1 ±0   | Christusmonogramm      | „Herr, bleibe bei uns, denn es will Abend werden“ Lk 24,29 |
| 3   | Mittagsbetglocke | 1995     | Karlsruher Glockengießerei | 460          | 87               | h1 -2   | Weinstock              | „Die dem Herrn vertrauen, schöpfen neue Kraft“ Jes 40,31   |
| 4   | Taufglocke       | 1995     | Karlsruher Glockengießerei | 288          | 73               | d2 ±0   | Kreuz, Wasser, Fisch   | „Befiehl dem Herrn deine Wege und hoffe auf ihn“ Ps 37,5   |

Uhrschlag auf Glocke 1 (1/1) von 8 bis 20 Uhr.